# Saison 2011-2012 des Celtics de Boston
La saison 2011-2012 des Celtics de Boston est la 76e saison de basket-ball de la franchise américaine de la National Basketball Association (généralement désignée par le sigle NBA).
Les Celtics ont terminé la saison régulière avec un bilan de 39-27, qui est le 4e meilleure de la conférence Est, remportant leur 21e titre de division Atlantique. Le meilleur marqueur est Paul Pierce, avec une moyenne de 19,4 points par match. Le meilleur rebondeur est Kevin Garnett avec 8,2 rebonds par match. Rajon Rondo a mené l’équipe et la ligue en moyenne de passes décisives par match avec 11,7. La saison régulière a été réduite à 66 matchs en raison du lock-out. 
Les Celtics ont participé aux playoffs, où ils ont défait les Hawks d'Atlanta en six matchs au premier tour, et les 76ers de Philadelphie en sept matchs dans les demi-finales. Ils ont finalement perdu contre le Heat de Miami, l’équipe qui les a battu en demi-finale de la saison dernière, en finale de conférence.
Après la saison, Ray Allen est parti en tant qu'agent libre pour rejoindre le Heat, mettant ainsi fin à l’ère du Big Three à Boston.

## Historique

### Constitution de l'équipe

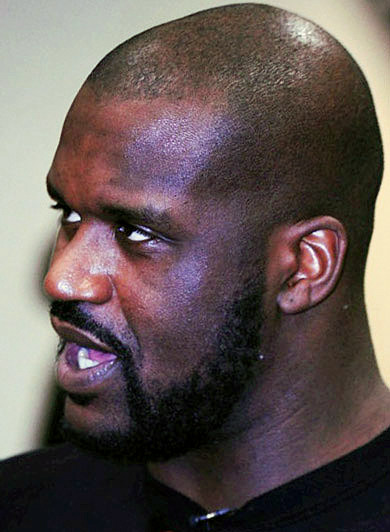
Shaquille O'Neal retraite à 39 ans.

À la fin de la saison sept joueurs arrivent en fin de contrat : Carlos Arroyo (arrivé le 7 mars pour la fin de saison), Delonte West (après le lock-out NBA 2011, le 13 décembre il s'engage pour un an chez les Dallas Mavericks, champion en titre, où pour tenter de relancer sa carrière après une saison compliquée à Boston), Von Wafer, Sasha Pavlovic (après être arrivé à Boston le 3 mars pour la fin de saison, le 12 décembre il signe avec les Celtics), Troy Murphy (il signe le 18 décembre pour les Lakers de Los Angeles), Glen Davis et Nenad Krstic (le 22 juin il signe un contrat de deux ans avec le club russe du CSKA Moscou).
Le 13 mai 2011, Doc Rivers signe un nouveau contrat d'entraineur de cinq ans (incluant la saison 2015-2016).
Le 1er juin 2011 Shaquille O'Neal, âgé de 39 ans, annonce sa retraite et son départ des Celtics de Boston.
Le 3 août les Detroit Pistons embauchent l'entraineur assistant des Celtics de Boston, Lawrence Frank en remplacement de John Kuester qu'ils avaient viré,.
Dès la reprise des transferts  (9 décembre) après le lock-out Boston fait un échange avec le Magic d'Orlando en cédant Glen Davis contre Brandon Bass. Le même jour le club fait signer Keyon Dooling en provenance des Milwaukee Bucks.
Le 12 décembre Michael Sweetney et Jamal Sampson signent comme agents libres mais ils quitteront le club le 22 décembre.
Le 23 décembre, l'ailier international français Mickaël Piétrus, laissé libre par les Suns de Phoenix, signe aux Celtics pour remplacer Jeff Green (qui sera absent toute la saison à la suite d'une opération du cœur prévue le 2 janvier),.

### Transactions en cours de saison
Le 23 mars 2012, Ryan Hollins signe en tant qu'agent libre pour remplacer Chris Wilcox, blessé, qui quitte le club.
Le 19 avril 2012, Sean Williams signe en tant qu'agent libre, en vue des playoffs, pour remplacer Jermaine O'Neal, blessé depuis le 15 février et opéré le 30 mars, qui finalement quitte le club.

## Draft 2011
| Tour | Rang | Joueur         | Position | Nationalité | College/ancien club |
| ---- | ---- | -------------- | -------- | ----------- | ------------------- |
| 1    | 25   | MarShon Brooks | Arrière  | États-Unis  | Providence Friars   |
| 2    | 55   | E'Twaun Moore  | Arrière  | États-Unis  | Purdue Boilermakers |

Le 23 juin 2011, jour de la draft, les New Jersey Nets ont acquis les droits du 25e choix : MarShon Brooks des Boston Celtics en échange des droits du 27e choix : JaJuan Johnson et du choix au second tour de la draft 2014.

## Pré-saison
La saison ayant été raccourcie les franchises de NBA ne jouent que deux matchs de pré-saison (aller et retour) dans leur division. Boston jouent donc contre les Raptors de Toronto et remporte ses deux matchs 76-75 au TD Garden et 81-73 à Toronto.

## Effectif

### Composition équipe

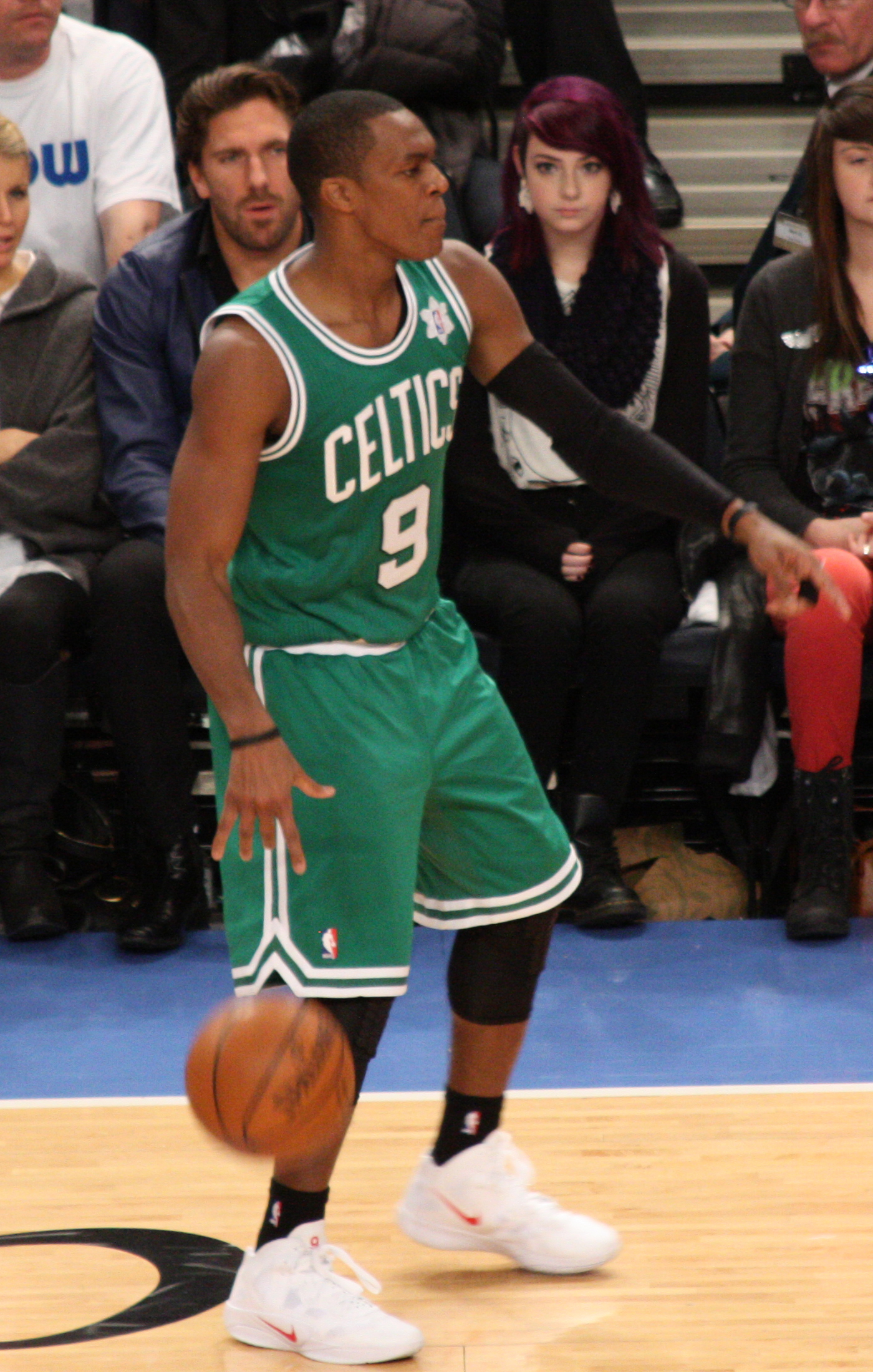
Rajon Rondo le 25/12/2011 contre les Knicks de New York

- Jusqu'23 mars 2012

| Pos. | Cinq de Départ  | Banc            | Réserve        | Inactifs   |
| ---- | --------------- | --------------- | -------------- | ---------- |
| Pi   | Jermaine O'Neal | Chris Wilcox    | Greg Stiemsma  |            |
| AiF  | Kevin Garnett   | Brandon Bass    | JaJuan Johnson |            |
| Ai   | Paul Pierce     | Marquis Daniels | Sasha Pavlović | Jeff Green |
| Ar   | Ray Allen       | Mickaël Piétrus | E'Twaun Moore  |            |
| Me   | Rajon Rondo     | Keyon Dooling   | Avery Bradley  |            |

- depuis le 23 mars 2012

| Pos. | Cinq de Départ | Banc            | Réserve         | Inactifs |
| ---- | -------------- | --------------- | --------------- | -------- |
| Pi   | Kevin Garnett  | Greg Stiemsma   | Ryan Hollins    |          |
| AiF  | Brandon Bass   | Sean Williams   | JaJuan Johnson  |          |
| Ai   | Paul Pierce    | Mickaël Piétrus | Sasha Pavlović  |          |
| Ar   | Avery Bradley  | Ray Allen       | Marquis Daniels |          |
| Me   | Rajon Rondo    | Keyon Dooling   | E'Twaun Moore   |          |

#### Joueurs du cinq majeur
Le cinq majeur des Celtics est un cinq d'expérience avec une moyenne d'âge de 33 ans pour une expérience moyenne de 12 années de NBA (avec 4 anciens 33 à 36 ans pour 13 à 16 années de NBA et un jeune de 25 ans et 5 années d'expérience).
Jermaine O'Neal est le pivot du cinq majeur de l'équipe. Pour sa quinzième saison en NBA et la seconde en tant que pivot du cinq majeur des Celtics, O'Neal apporte son expérience dans la raquette, où il est bien aidé par Garnett, mais à la suite d'une blessure il arrête sa saison et est remplacé par Kevin Garnett comme pivot, de dernier étant remplacé par Brandon Bass au poste d'ailier-fort.
Rajon Rondo est un jeune joueur. Meneur de jeu, il s'impose dans le cinq majeur. Il est l'un des meilleurs intercepteurs de ballons des États-Unis. Si son tir est perfectible, Rondo est le meilleur passeur de Boston (et même de la ligue, cette année). Son habileté à provoquer la défense et sa vitesse permettent aux Celtics d'être efficace en contre-attaques.
Après 65 matchs le cinq majeur n'a été aligné que douze fois, un nouveau cinq est composé à la suite de la blessure de Jermaine O'Neal, ce nouveau cinq est aligné 16 fois. Il manque souvent un ou deux joueurs mais pendant 2 matchs il en a manqué trois : Allen, O'Neal et Rondo (et malgré cela l'équipe a gagné ses 2 rencontres). Et le 20 avril 2012, Doc Rivers aligne un cinq inédit avec Brandon Bass, Avery Bradley, Keyon Dooling, Sasha Pavlović et Greg Stiemsma, laissant ses cadres Kevin Garnett, Rajon Rondo, Paul Pierce et Ray Allen au repos contre leur futur adversaire de playoffs, les Hawks d'Atlanta (de plus en tant que champion de division, les Celtics sont assurés d'être numéro quatre des playoffs)
Joueurs ayant commencé les rencontres 
| Pos | Joueurs du cinq de Départ | Nb. |
| --- | ------------------------- | --- |
| 1   | Kevin Garnett             | 59  |
| 1   | Paul Pierce               | 59  |
| 3   | Rajon Rondo               | 52  |
| 4   | Ray Allen                 | 42  |
| 5   | Brandon Bass              | 37  |
| 6   | Avery Bradley             | 26  |
| 7   | Jermaine O'Neal           | 24  |
| 8   | Mickaël Piétrus           | 6   |
| 8   | Sasha Pavlovic            | 6   |
| 10  | Chris Wilcox              | 4   |
| 11  | Greg Stiemsma             | 3   |
| 12  | Keyon Dooling             | 2   |

| Nb. | Cinq de Départ                                                |
| --- | ------------------------------------------------------------- |
| 16  | R. Allen ▪ B. Bass ▪ K. Garnett ▪ P. Pierce ▪ R. Rondo        |
| 13  | B. Bass ▪ A. Bradley ▪ K. Garnett ▪ P. Pierce ▪ R. Rondo      |
| 12  | R. Allen ▪ K. Garnett ▪ J. O'Neal ▪ P. Pierce ▪ R. Rondo      |
| 4   | R. Allen ▪ A. Bradley ▪ K. Garnett ▪ J. O'Neal ▪ P. Pierce    |
| 3   | R. Allen ▪ K. Garnett ▪ J. O'Neal ▪ S. Pavlovic ▪ R. Rondo    |
| 2   | B. Bass ▪ A. Bradley ▪ K. Garnett ▪ P. Pierce ▪ M. Piétrus    |
| 2   | R. Allen ▪ J. O'Neal ▪ P. Pierce ▪ R. Rondo ▪ C. Wilcox       |
| 2   | B. Bass ▪ K. Garnett ▪ P. Pierce ▪ M. Pietrus ▪ R. Rondo      |
| 1   | K. Dooling ▪ K. Garnett ▪ J. O'Neal ▪ P. Pierce ▪ R. Rondo    |
| 1   | R. Allen ▪ K. Garnett ▪ P. Pierce ▪ R. Rondo ▪ G. Stiemsma    |
| 1   | A. Bradley ▪ K. Garnett ▪ J. O'Neal ▪ S. Pavlovic ▪ P. Pierce |
| 1   | R. Allen ▪ B. Bass ▪ A. Bradley ▪ K. Garnett ▪ P. Pierce      |
| 1   | R. Allen ▪ A. Bradley ▪ J. O'Neal ▪ P. Pierce ▪ C. Wilcox     |
| 1   | R. Allen ▪ K. Garnett ▪ P. Pierce ▪ R. Rondo ▪ C. Wilcox      |
| 1   | R. Allen ▪ A. Bradley ▪ K. Garnett ▪ P. Pierce ▪ M. Piétrus   |
| 1   | B. Bass ▪ A. Bradley ▪ K. Dooling ▪ S. Pavlovic ▪ G. Stiemsma |
| 1   | B. Bass ▪ A. Bradley ▪ M. Pietrus ▪ R. Rondo ▪ G. Stiemsma    |
| 1   | B. Bass ▪ A. Bradley ▪ K. Garnett ▪ S. Pavlovic ▪ P. Pierce   |

#### Joueurs du banc  et réserve
Le banc des Celtics de Boston est composé de cinq joueurs plus jeunes (29 ans de moyenne d'âge) avec une bonne expérience de la NBA (8 ans de NBA en moyenne).
La réserve des Celtics est composée de jeunes joueurs (trois des cinq ont moins de 22 ans) avec peu d'expérience, en effet trois sont des Rookies et un n'a fait qu'une seule saison de NBA.

### Encadrement
L'entraîneur principal Glenn « Doc » Rivers entame sa huitième saison aux Celtics (il a déjà fait participer son équipe à 5 playoffs en sept ans avec un titre NBA, une finale NBA et deux demi-finales de conférence). Il est assisté par Armond Hill, Kevin Eastman, Mike Longabardi, Tyronn Lue et Jamie Young ces deux derniers en remplacement de Lawrence Frank (devenu entraineur des Detroit Pistons) et Roy Rogers.
Les préparateurs physiques du club sont Bryan Doo et Walter Norton. Ed Lacerte occupe la poste d'entraîneur athlétique.

### Masse salariale
Pour la saison la masse salariale est de 79 205 308 dollars contre 82 042 000 dollars pour la saison 2010-2011. Le nombre de joueurs de l'effectif est de 15 joueurs au début de la saison. Avec un salaire de 21 247 044 dollars pour la saison, Kevin Garnett a le salaire le plus élevé de la franchise et le quatrième le plus élevé de la NBA (après Kobe Bryant, Rashard Lewis et Tim Duncan. Viennent ensuite Paul Pierce 15 333 334 dollars, Rajon Rondo 1 045 455 dollars, Ray Allen 10 000 000 dollars et Jermaine O'Neal 6 226 200 dollars représentant le cinq majeurr. Les autres joueurs touchant respectivement : Brandon Bass 4 250 000 dollars, Chris Wilcox 3 000 000 dollars, Chris Wilcox 2 246 400 dollars, Avery Bradley 1 524 480 dollars, JaJuan Johnson 1 042 320 dollars, Marquis Daniels 854 389 dollars, Sasha Pavlovic 854 389 dollars, Mickaël Piétrus 854 389 dollars, Greg Stiemsma 762 195 dollars et E'Twaun Moore 473,604 dollars.
À cette masse salariale s'ajoute le salaire des joueurs blessés (comme Jeff Green 11 139 970 dollars), retraités ou encore sous contrat représentants une somme de 35 339 142 dollars. La masse salariale globale est donc de 112 316 456 dollars.

## Classements en saison régulière
| Conférence Est | Conférence Est         | Conférence Est | Conférence Est | Conférence Est | Conférence Est |  |
| No             | Franchise              | V              | D              | PCT            | GB             |  |
| -------------- | ---------------------- | -------------- | -------------- | -------------- | -------------- |  |
| 1              | Bulls de Chicago       | 50             | 16             | 75,8 %         | -              |  |
| 2              | Heat de Miami          | 46             | 20             | 69,7 %         | 04.0           |  |
| 3              | Pacers de l'Indiana    | 42             | 24             | 63,6 %         | 08.0           |  |
| 4              | Celtics de Boston      | 39             | 27             | 59,1 %         | 11.0           |  |
| 5              | Hawks d'Atlanta        | 40             | 26             | 60,6 %         | 10.0           |  |
| 6              | Magic d'Orlando        | 37             | 29             | 56,1 %         | 13.0           |  |
| 7              | Knicks de New York     | 36             | 30             | 54,5 %         | 14.0           |  |
| 8              | 76ers de Philadelphie  | 35             | 31             | 53,0 %         | 15.0           |  |
|                |                        |                |                |                |                |  |
| 9              | Bucks de Milwaukee     | 31             | 35             | 47,0 %         | 19.0           |  |
| 10             | Pistons de Détroit     | 25             | 41             | 37,9 %         | 25.0           |  |
| 11             | Raptors de Toronto     | 23             | 43             | 34,8 %         | 27.0           |  |
| 12             | Nets du New Jersey     | 22             | 44             | 33,3 %         | 28.0           |  |
| 13             | Cavaliers de Cleveland | 21             | 45             | 31,8 %         | 29.0           |  |
| 14             | Wizards de Washington  | 20             | 46             | 29,2 %         | 30.0           |  |
| 15             | Bobcats de Charlotte   | 7              | 59             | 10,6 %         | 43.0           |  |

| Division Atlantique   | V  | D  | PCT    | GB   | Dom   | Ext   | Div | Conf  |
| --------------------- | -- | -- | ------ | ---- | ----- | ----- | --- | ----- |
| Celtics de Boston     | 39 | 27 | 59,1 % | -    | 24-9  | 15-18 | 8-6 | 32-16 |
| Knicks de New York    | 36 | 30 | 54,5 % | 3.0  | 22-11 | 14-19 | 8-6 | 28-20 |
| 76ers de Philadelphie | 35 | 31 | 53,0 % | 4.0  | 19-14 | 16-17 | 7-6 | 28-20 |
| Raptors de Toronto    | 23 | 43 | 38,8 % | 16.0 | 13-20 | 10-23 | 7-8 | 15-33 |
| Nets du New Jersey    | 22 | 44 | 33,3 % | 17.0 | 9-24  | 13-20 | 5-9 | 16-32 |